# Скала на моментния магнитуд
Скалата на моментния магнитуд (обозначавана с MMS или Mw) е измервателна скала за определяне на магнитуда на земетресения въз основа не техния сеизмичен момент.
Скалата е разработена през 1979 година от Томас Ханкс и Хироо Канамори, прецизирайки по-ранната скала на Рихтер. И двете са логаритмични скали, които приблизително съвпадат за по-слаби земетресения. Макар медиите често да свързват магнитудите със скалата на Рихтер, в съвременната сеизмология обикновено се използва скалаата на моментния магнитуд, тъй като тя е по-пряко свързана с енергията на земетресението и избягва загубата на точност, характерна за другите сеизмични скали при определени условия.